# موبار
شركة موبار هي شركة أمريكية تابعة لشركة كرايسلر أمريكا متخصصة في صيانة ولتصنيع قطع الغيار والإكسسوارات الخاصة بسيارات جيب، وكرايسلر ودودج. ومقرها الأصلي الولايات المتحدة الأمريكية. موبار كذلك قامت بتصنيع عدة موديلات سيارات سباق صغير وتعد ضمن قائمة (الكونسبت). شركة كرايسلر قد اعلنت عن اسم موبار لأول مرة في 1920 ومن ثم أصبح في 1937 يمثل شركة قطع الغيار والصيانة.